# نووا کامیونکا (شهرستان اوگوستوف)
نووا کامیونکا (شهرستان اوگوستوف) (به لاتین: Nowa Kamionka) یک روستا در لهستان است که در گمینا بارگووف کوشچیلنه واقع شده‌است.